# Stanisław Marszałkiewicz

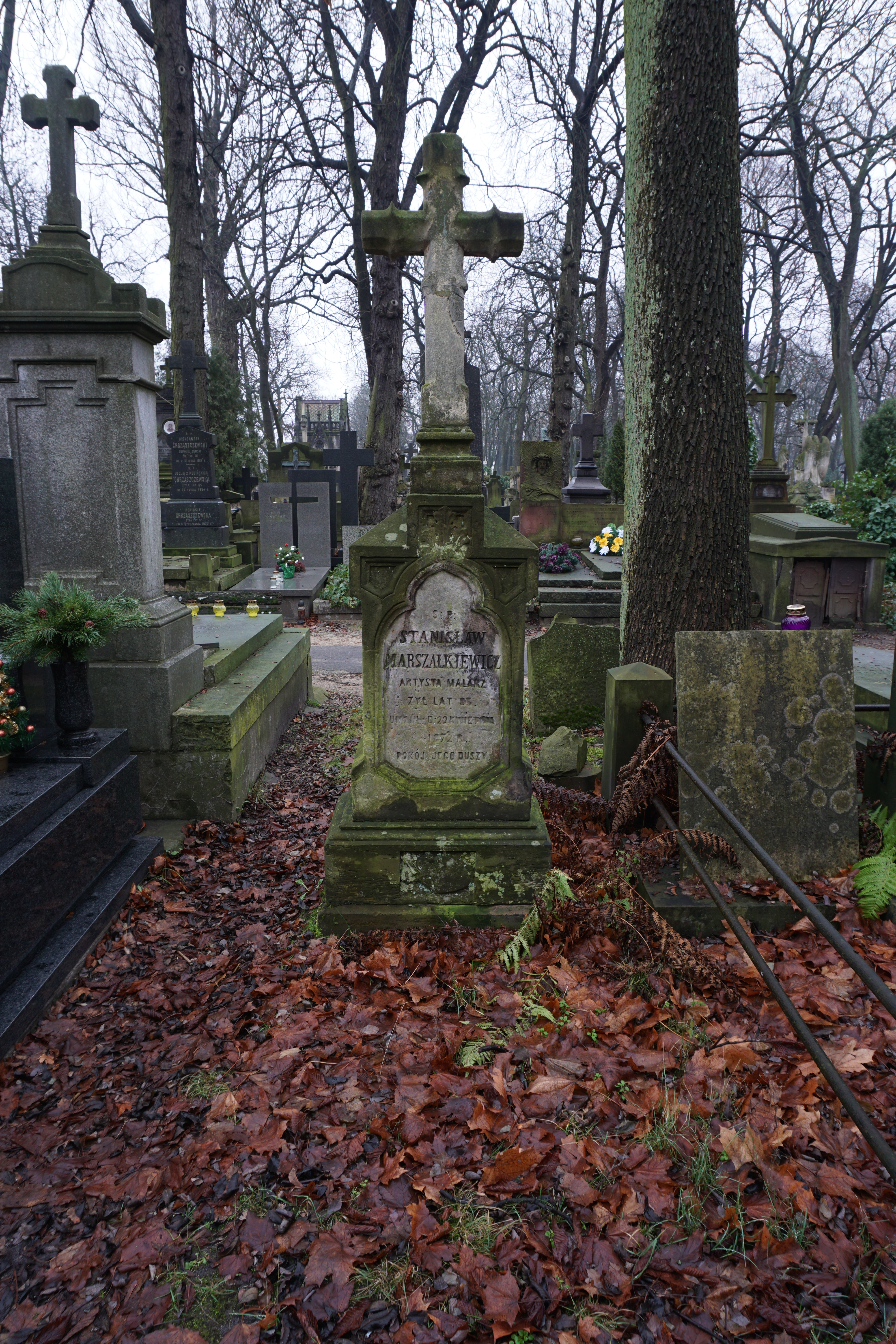
Grób Stanisława Marszałkiewicza na cmentarzu Powązkowskim

Stanisław Marszałkiewicz (ur. 1789 w Warszawie, zm. 22 kwietnia 1872 tamże) – polski malarz miniaturzysta i litograf.

## Życiorys
Był uczniem Marcella Bacciarellego i jego żony Fryderyki, a następnie Antoniego Brodowskiego. Odbywał podróże do Drezna (1830) i Wiednia (1839). Należał do najbardziej poszukiwanych warszawskich miniaturzystów XIX wieku. W końcowym okresie życia kłopoty ze wzrokiem uniemożliwiły mu pracę artystyczną. Prowadził również działalność pedagogiczną. W okresie 1819–1845 prace swe systematycznie prezentował na warszawskiej Wystawie Sztuk Pięknych.
Zajmował się głównie malarstwem portretowym, najczęściej w akwareli i gwaszu, rzadziej w technice olejnej, a także malarstwem miniaturowym. Tworzył także miniaturowe kopie dzieł Tycjana, van Dycka i Rubensa. Od roku 1819 uczestniczył regularnie w warszawskich wystawach zbiorowych.
Zmarł 22 kwietnia 1872 w Warszawie. Spoczywa na cmentarzu Powązkowskim w Warszawie (kw. 29-2-9).